# Іллічівець (спортивний комплекс)
Спортивний критий комплекс «Іллічівець» (місто Маріуполь) — найбільший критий стадіон України. Розташований у Приморському районі Маріуполя на проспекті Нахімова. Перша черга нового спорткомплексу завершена 9 травня 2007 року. Розміри будівлі 168×136 м, висота об'єкта під аркою — 15 м, загалом — 27 м. Місткість — 5 500 глядачів. Спорткомплекс побудований Маріупольським металургійним комбінатом.
До складу комплексу входять:
- Футбольне поле зі штучним газоном — 105×68 м
- Зал для заняття боротьбою — 24×15 м
- Зал для заняття боксом — 24×15 м
- Універсальний зал для волейболу та баскетболу — 30×18 м
- Зал для настільного тенісу — 18×19 м
- тренажерний зал
- Відкритий корт для тенісу з трьома майданчиками зі штучним трав'яним покриттям
- Прес-центр
- Допоміжні приміщення.

Комплекс обладнаний автономною котельнею, енергокомплексом, системою очисних споруд, станцією пожежогасіння.

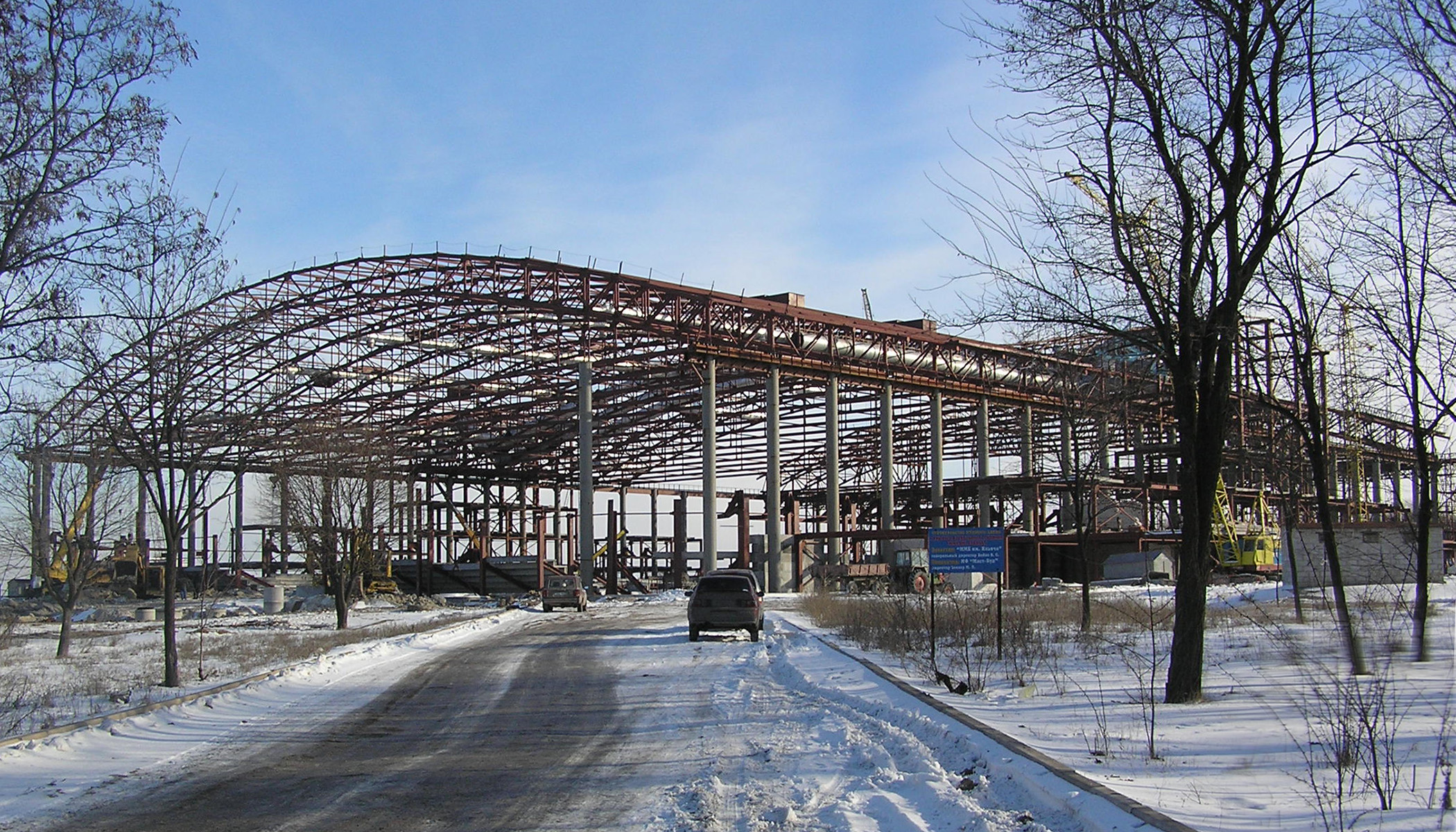
Будівництво в лютому 2006 року
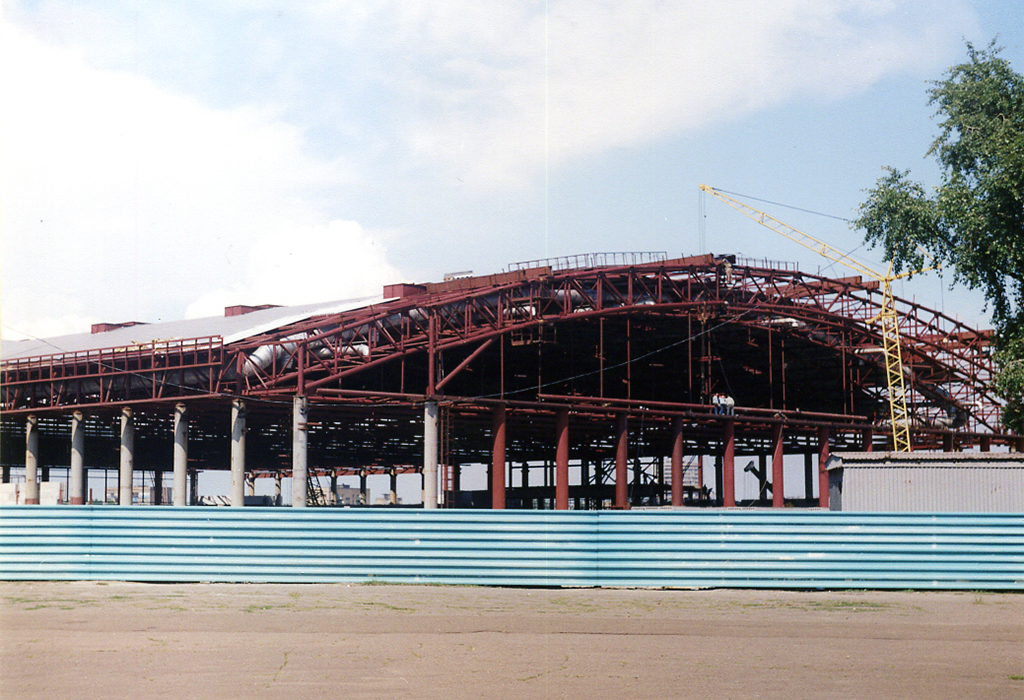
Будівництво в липні 2006 року
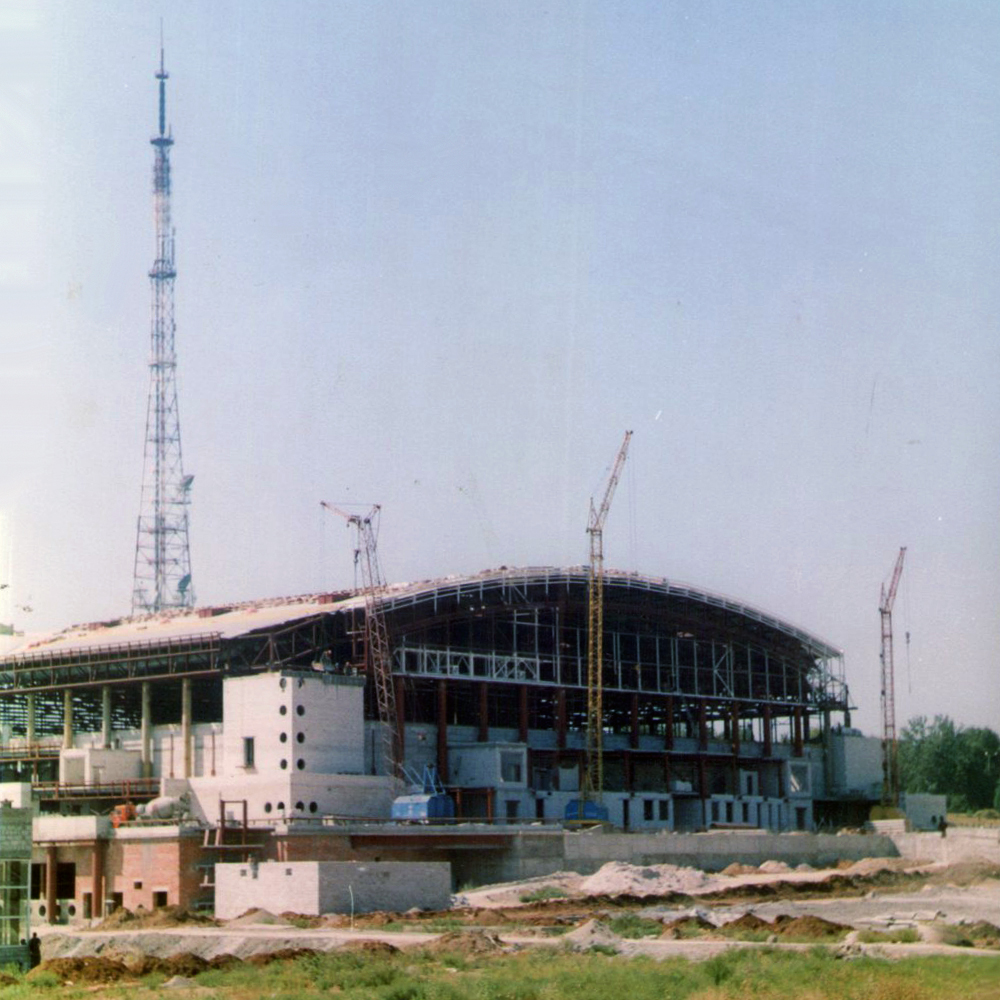
Будівництво в вересні 2006 року
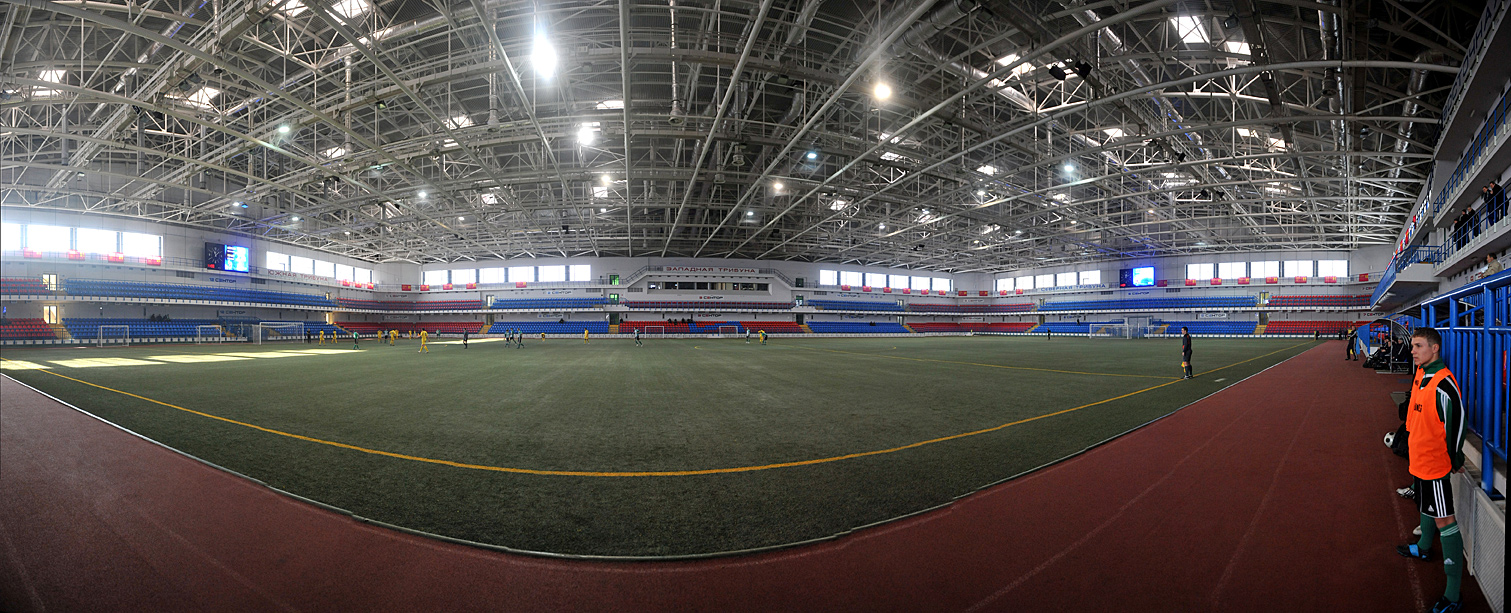